# Claudia Lichtenberg
Claudia Lichtenberg, hasta 2014 Claudia Häusler, (Múnich, 17 de noviembre de 1985) es una ciclista alemana. Debutó como profesional en 2005. A pesar de sus pocas victorias ha conseguido hacerse con el Tour de l'Aude Femenino y el Giro de Italia Femenino en 2009, destacando en esas pruebas de una semana no bajando del puesto 20 en ninguna de las Grandes Vueltas femeninas que ha disputado. 

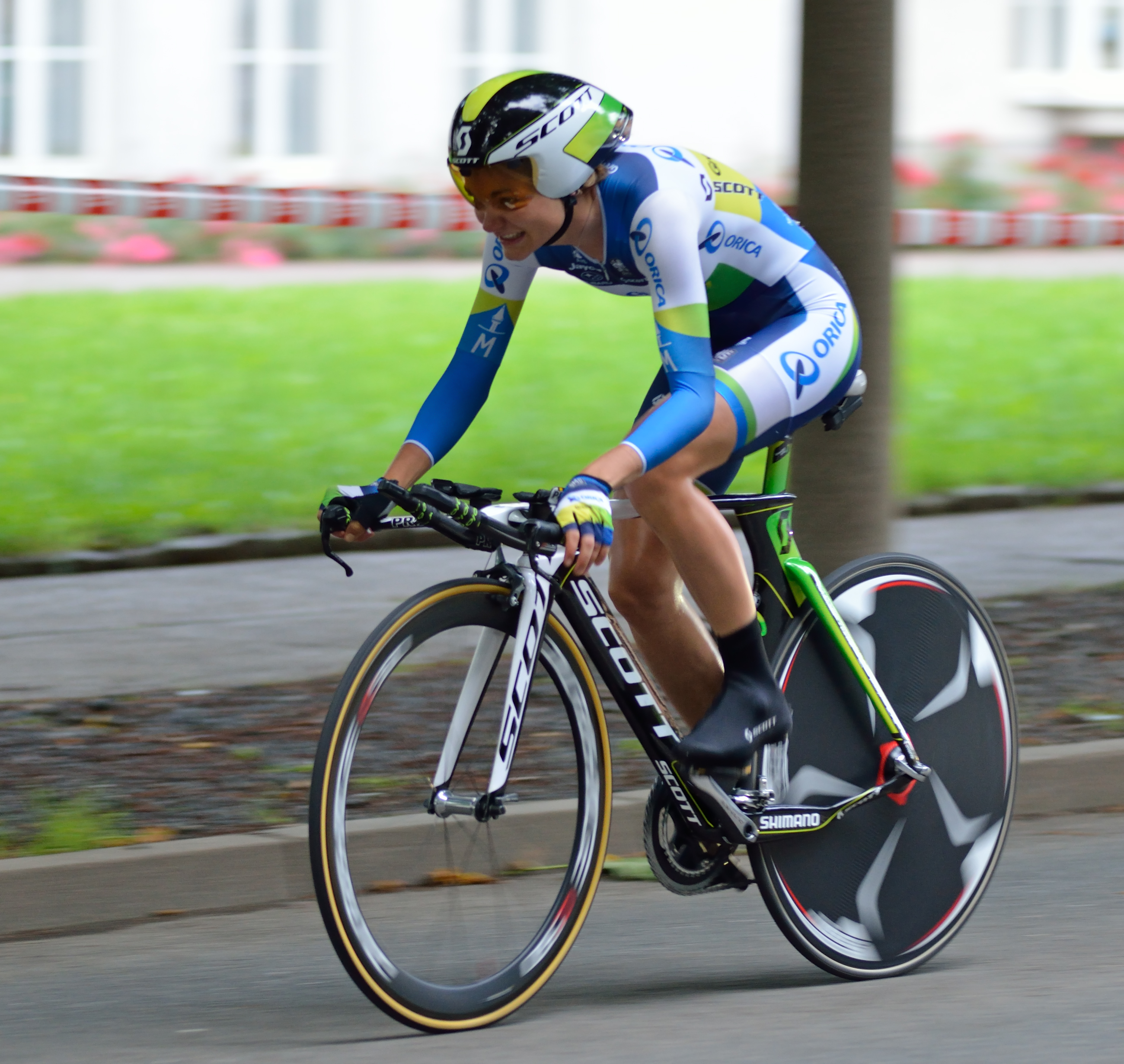
Claudia Lichtenberg, cuando se llamaba Claudia Häusler, en el Tour de Turingia femenino 2012.

## Palmarés
2006
- Campeonato de Alemania en Ruta

2007
- 2.ª en el Campeonato de Alemania en Ruta

2008
- Clasificación de las jóvenes del Tour de l'Aude Femenino
- 3.ª en el Giro de Italia Femenino, más 1 etapa y clasificación de las jóvenes

2009
- Tour de l'Aude Femenino
- Giro de Italia Femenino , más 1 etapa y clasificación por puntos

2010
- Iurreta-Emakumeen Bira

2012
- 1 etapa del The Exergy Tour

2013
- Joe Martin Stage Race Women
- 3.ª en el Giro de Italia Femenino
- Giro de la Toscana-Memorial Michela Fanini

2014
- La Route de France, más 1 etapa

2015
- 2.ª en el Campeonato de Alemania en Ruta

2016
- 1 etapa del Trophée d'Or Féminin

## Resultados en Grandes Vueltas y Campeonatos del Mundo
Durante su carrera deportiva ha conseguido los siguientes puestos en las Grandes Vueltas femeninas y en los Campeonatos del Mundo en carretera:
| Carrera         | Carrera         | 2005 | 2006 | 2007 | 2008 | 2009 | 2010 | 2011 | 2012 | 2013 | 2014 | 2015 | 2016 | 2017 |
| --------------- | --------------- | ---- | ---- | ---- | ---- | ---- | ---- | ---- | ---- | ---- | ---- | ---- | ---- | ---- |
|                 | Giro de Italia  | —    | —    | 15.ª | 3.ª  | 1.ª  | 4.ª  | 16.ª | 8.ª  | 3.ª  | 6.ª  | 12.ª | 4.ª  | 9.ª  |
|                 | Tour de l'Aude  | —    | 8.ª  | 20.ª | 7.ª  | 1.ª  | 4.ª  | X    | X    | X    | X    | X    | X    | X    |
|                 | Grande Boucle   | —    | —    | —    | —    | —    | X    | X    | X    | X    | X    | X    | X    | X    |
| Mundial en Ruta | Mundial en Ruta | —    | 40.ª | 46.ª | 11.ª | 19.ª | —    | 85.ª | 45.ª | 12.ª | 15.ª | Ab.  | —    | Ab.  |

―: no participa

X: ediciones no celebradas

## Equipos
- ELK Haus-Tirol Noe (2005)
- Equipe Nürnberger Versicherung (2006-2008)
- Cervélo Test Team (2009-2010)
- Diadora-Pasta Zara (2011)
- GreenEDGE/Orica (2012)
  - GreenEDGE-AIS (hasta mayo) (2012)
  - Orica-AIS (2012)
- Team TIBCO-To The Top (2013)
- Team Giant/Liv (2014-2015)
  - Team Giant-Shimano (2014)
  - Team Liv-Plantur (2015)
- Lotto Soudal Ladies (2016)
- Wiggle High5 (2017)